# Justicia rigida
Justicia rigida är en akantusväxtart som beskrevs av Isaac Bayley Balfour. Justicia rigida ingår i släktet Justicia och familjen akantusväxter. Inga underarter finns listade i Catalogue of Life.